# Ali Karimi
Mohammad Ali Karimi Pashaki (pers. ‏محمدعلی کریمی‎, ur. 8 listopada 1978 w Karadżu) – irański piłkarz grający na pozycji pomocnika, 127-krotny reprezentant kraju.
Został dożywotnio zdyskwalifikowany z gry w kadrze narodowej po tym, jak założył zielone opaski na meczu z Koreą Płd. w Seulu, wyrażając swoje niezadowolenie z oszustw podczas ostatnich wyborów prezydenckich w Iranie. Wraz z nim zostały zdyskwalifikowane także inne gwiazdy reprezentacji Iranu (Hosejn Kabi, Mehdi Mahdawiki oraz Wahid Haszemian).
Karierę zaczynał w Persepolisie, skąd trafił do Al-Ahli Dubaj, a następnie do niemieckiego Bayernu Monachium. Latem 2007 wyjechał do Kataru, do klubu Qatar SC. W 2008 roku został wypożyczony do Persepolisu. W 2009 podpisał kontrakt z klubem Steel Azin. Rozegrał dla tego klubu 39 spotkań i strzelił 14 bramek. 31 stycznia 2011 roku Karimi przeszedł do niemieckiego FC Schalke 04 i podpisał z tym klubem półroczny kontrakt. 20 lipca 2014 roku zakończył karierę.